# Хотинський Євген Семенович
Євге́н Семе́нович Хоти́нський (* 13 (25) грудня 1877, Санкт-Петербург — † 30 червня 1959, Харків) — український хімік-органік. Заслужений діяч науки УРСР (1949).

## Біографічні відомості
У 1904 р. закінчив природничий факультет Женевського університету зі ступенем бакалавра фізичних і природничих наук. Виконав роботу на тему «Бромування і відновлення піролів» (докторська теза) та одержав ступінь доктора фізичних наук за спеціальністю хімія. Ще студентом протягом трьох семестрів виконував обов'язки асистента в лабораторії аналітичної хімії Женевського університету.
1904 року повернувся до Росії.
У 1904—1905 рр. працював хіміком на содовому заводі в Слов'янську, а в 1905—1906 рр. — на цукровому заводі в с. Головчино, Курської губернії.
З 1906 р. — асистент, у 1907—1909 рр. — приват-доцент Женевського університету, керував докторськими тезами випускників.
Не маючи диплома російського університету, не міг бути затверджений у посаді асистента у Російській Імперії. Для одержання цього права, а також права на приват-доцентуру, склав магістерські іспити в 1910 р.
З 1911 р. — приват-доцент Харківського університету, з 1915 р. — старший асистент, з 1920 р. — ад'юнкт-професор, з 1934 р. — професор.
У 1936 р. — здобув науковий ступінь доктора хімічних наук.
У 1929—1941 рр. завідував кафедрою органічної хімії Харківського фізико-хіміко-математичного інституту, потім до 1959 р. — кафедрою органічної хімії Харківського державного університету.
У 1925—1941 рр. працював за сумісництвом завідувачем кафедри органічної хімії Харківського фармацевтичного інституту та керував науково-дослідною кафедрою органічної хімії, а потім завідував лабораторією органічного синтезу науково-дослідного інституту (НДІ) хімії при Харківському державному університеті.
Після початку німецько-радянської війни, у 1942 р., працював на посаді професора Інституту рибної промисловості (Астрахань).
Під час евакуації Харківського університету в 1942—1944 р. був завідувачем кафедрою органічної хімії Об'єднаного Українського Університету в м. Кизилорда (Казахстан).
У 1943—1944 рр. очолював Технічний відділ Кизил-Ординського Облплану.
У 1944—1950 рр. завідував відділом НДІ хімії при Харківському державному університеті, у 1944—1950 рр. завідував кафедрою органічної хімії ХДУ.
Нагороджений орденом Леніна (1953 р.), медалями «За перемогу над Німеччиною у Великій Вітчизняній війні 1941—1945 р.», «За доблесну працю у Великій Вітчизняній війні 1941—1945 р.», значком «Відмінник народної освіти УРСР» і грамотами.

## Наукова діяльність
Головні праці Хотинського стосуються бромування і відновлення піролу та його похідних. Досліджував сполуки з кам'яновугільної смоли, розробляв методи аналізу органічних сполук.
Одним з перших видань для студентів, підготовленим Є. С. Хотинським, було «Коротке керівництво до практичних занять з хімії для студентів-медиків» (1911,1915 р.р.). Написав «Елементарний курс хімії», який витримав п'ять видань українською мовою (1926, 1928, 1929, 1930, 1931 рр.) і три видання російською мовою (1927, 1928, 1930 рр.). Підручник здобув першу премію Наркомпроса УРСР у 1929 р.
У 1929 р. за пропозицією Наркомпроса УРСР написав підручник для старших класів школи, який з 1930 по 1934 р. витримав кілька видань сімома мовами.
Є автором підручника «Хімічна технологія для профшкіл».
У 1933 р. виданий «Курс органічної хімії», який був прийнятий як основний підручник з органічної хімії в Харківському університеті і ряді інших вузів СРСР.
У 1949 р. виданий підручник «Стереохімія» (курс лекцій для університету).
Опублікував 49 наукових праць, 11 робіт з історії науки, 60 підручників і посібників українською і російською мовами, 19 навчально-методичних робіт, 24 книги і 73 статті по науково-популярній тематиці. Здійснив 4 переклади фундаментальних наукових праць.
Серед найвідоміших учнів — професор Красовицький Борис Маркович.
Похований на Другому міському кладовищі Харкова.